# Сапов, Георгий
Георгий Алексиев Сапов (болг. Георги Алексиев Сапов; 24 ноября 1873, Разград, Османская империя — после 1936) — болгарский военный и государственный деятель, генерал-майор, министр внутренних дел Болгарии (1935—1936).

## Биография
В 1895 году окончил Военное училище в Софии (ныне Национальный военный университет имени Васила Левского) и получил звание подпоручика. Служил в 20-м пехотном полку и в военном училище. В 1899 году он был повышен в звании до поручика, в 1904 году стал капитаном.
Участник Первой Балканской войны (1912—1913). Командовал подразделением в 54-м пехотном полку, в июле 1913 года получил звание майора.
Во время Первой мировой войны в 1916 году был командиром батальона пехотного полка, затем принял командование 22-м фракийским пехотным полком. В августе 1916 года стал подполковником и назначен командиром 66-го пехотного полка. После окончания войны в 1919 году — полковник.
После окончания войны занимал должность командира 5-го пограничного участка, командира 4-го пехотного полка и командира 8-й пехотной дивизии. В 1926 году был назначен начальником канцелярии военного министерства. В марте 1928 года был произведен в генерал-майоры.
В 1929 году вышел в отставку и некоторое время возглавлял Управление по жалобам и обращениям Совета Министров Болгарии.
С 23 ноября 1935 по 4 июля 1936 года занимал пост министра внутренних дел и общественного порядка Болгарии.

## Награды
- Орден «За храбрость» IV степени
- Орден «Святой Александр»
- Орден «За военные заслуги» (Болгария)